# Getafe Club de Fútbol 2021-2022
Questa voce raccoglie le informazioni riguardanti il Getafe Club de Fútbol nelle competizioni ufficiali della stagione 2021-2022.

## Maglie e sponsor
| Casa | Trasferta | Terza maglia |

Sponsor ufficiale: Tecnocasa Group

Fornitore tecnico: Joma

## Rosa
In corsivo i calciatori ceduti durante la stagione
| N. |                       | Ruolo | Calciatore       |
| -- | --------------------- | ----- | ---------------- |
| 1  | Spagna (bandiera)     | P     | Kiko Casilla     |
| 2  | Togo (bandiera)       | D     | Djené (capitano) |
| 3  | Uruguay (bandiera)    | D     | Erick Cabaco     |
| 4  | Camerun (bandiera)    | D     | Allan Nyom       |
| 4  | Uruguay (bandiera)    | D     | Gastón Álvarez   |
| 5  | Spagna (bandiera)     | D     | Ignasi Miquel    |
| 5  | Portogallo (bandiera) | C     | Florentino Luís  |
| 6  | Spagna (bandiera)     | D     | Chema            |
| 6  | Spagna (bandiera)     | C     | Gonzalo Villar   |
| 7  | Spagna (bandiera)     | A     | Jaime Mata       |
| 8  | Spagna (bandiera)     | C     | Vitolo           |
| 9  | Spagna (bandiera)     | A     | José Juan Macías |
| 10 | Turchia (bandiera)    | A     | Enes Ünal        |
| 11 | Spagna (bandiera)     | C     | Carles Aleñá     |
| 12 | Spagna (bandiera)     | A     | Sandro Ramírez   |
| 13 | Spagna (bandiera)     | P     | David Soria      |
| 14 | Spagna (bandiera)     | A     | Hugo Duro        |
| 14 | Argentina (bandiera)  | D     | Jonathan Silva   |

| N. |                      | Ruolo | Calciatore         |
| -- | -------------------- | ----- | ------------------ |
| 15 | Spagna (bandiera)    | D     | Marc Cucurella     |
| 15 | Spagna (bandiera)    | D     | Jorge Cuenca       |
| 16 | Rep. Ceca (bandiera) | C     | Jakub Jankto       |
| 17 | Uruguay (bandiera)   | D     | Mathías Olivera    |
| 18 | Uruguay (bandiera)   | C     | Mauro Arambarri    |
| 19 | Spagna (bandiera)    | A     | Darío Poveda       |
| 19 | Turchia (bandiera)   | C     | Okay Yokuşlu       |
| 20 | Serbia (bandiera)    | C     | Nemanja Maksimović |
| 21 | Spagna (bandiera)    | D     | Juan Iglesias      |
| 22 | Uruguay (bandiera)   | D     | Damián Suárez      |
| 23 | Serbia (bandiera)    | D     | Stefan Mitrović    |
| 24 | Spagna (bandiera)    | C     | David Timor        |
| 24 | Spagna (bandiera)    | C     | Óscar Rodríguez    |
| 25 | Spagna (bandiera)    | A     | Borja Mayoral      |
| 27 | Spagna (bandiera)    | P     | Diego Conde        |
| 28 | Ghana (bandiera)     | D     | Koffi Akurugu      |

### Staff tecnico
- Quique Sánchez Flores  - Allenatore
- Antonio Díaz - Vice allenatore
- David Cubillo - Vice allenatore
- Juanan Perez - Collaboratore tecnico
- Javier Vidal - Preparatore atletico
- César Gimilio - Preparatore atletico
- Omar Harrak - Preparatore dei portieri
- Ana De la Torre - Medico sociale
- Christopher Oyola - Medico sociale
- Javi Beloqui Blanco - Fisioterapista
- Fermin Valera - Fisioterapista
- Braulio Alcántara - Fisioterapista
- Enrique Muñoz - Fisioterapista
- Álvaro García - Fisioterapista
- Luis Peñálver - Fisioterapista
- Sergio Jiménez Rubio - Terapista della riabilitazione
- Francisco Escobar Ruiz - Podologo

## Calciomercato

### Sessione estiva
| Acquisti         | Acquisti         | Acquisti          | Acquisti                   |
| R.               | Nome             | da                | Modalità                   |
| ---------------- | ---------------- | ----------------- | -------------------------- |
| C                | Jakub Jankto     | Sampdoria         | definitivo (6 milioni €)   |
| C                | Carles Aleñá     | Barcellona        | definitivo (5 milioni €)   |
| D                | Jonathan Silva   | Leganés           | definitivo (2,5 milioni €) |
| A                | Sandro Ramírez   | Huesca            | prestito (1 milione €)     |
| D                | Stefan Mitrović  | Strasburgo        | definitivo (1 milione €)   |
| D                | Darío Poveda     | Atlético Madrid B | gratuito                   |
| P                | Diego Conde      | Atlético Madrid   | gratuito                   |
| C                | Florentino Luís  | Benfica           | prestito                   |
| A                | José Juan Macías | Guadalajara       | prestito                   |
| D                | Jorge Cuenca     | Villarreal        | prestito                   |
| C                | Vitolo           | Atlético Madrid   | prestito                   |
| Altre operazioni |                  |                   |                            |
| R.               | Nome             | da                | Modalità                   |
| A                | Hugo Duro        | Real M. Castilla  | fine prestito              |
| A                | Amath Ndiaye     | Maiorca           | fine prestito              |
| D                | Ignasi Miquel    | Leganés           | fine prestito              |
| A                | Jack Harper      | Villarreal B      | fine prestito              |

| Cessioni         | Cessioni             | Cessioni          | Cessioni                  |
| R.               | Nome                 | da                | Modalità                  |
| ---------------- | -------------------- | ----------------- | ------------------------- |
| D                | Marc Cucurella       | Brighton          | definitivo (18 milioni €) |
| A                | Amath Ndiaye         | Maiorca           | definitivo (3 milioni €)  |
| A                | Ángel Rodríguez Díaz | Maiorca           | gratuito                  |
| A                | Francisco Portillo   | Almería           | gratuito                  |
| D                | Xabier Etxeita       | Eibar             | gratuito                  |
| A                | Hugo Duro            | Valencia          | prestito                  |
| D                | Ignasi Miquel        | Huesca            | prestito                  |
| A                | Jack Harper          | Racing Santander  | prestito                  |
| D                | Miguel Rubio         | Burgos            | prestito                  |
| Altre operazioni |                      |                   |                           |
| R.               | Nome                 | da                | Modalità                  |
| C                | Carles Aleñá         | Barcellona        | fine prestito             |
| A                | Takefusa Kubo        | Real Madrid       | fine prestito             |
| A                | Cucho Hernández      | Watford           | fine prestito             |
| D                | Soufiane Chakla      | Villarreal        | fine prestito             |
| A                | Darío Poveda         | Atlético Madrid B | fine prestito             |

### Sessione invernale
| Acquisti | Acquisti               | Acquisti     | Acquisti              |
| R.       | Nome                   | da           | Modalità              |
| -------- | ---------------------- | ------------ | --------------------- |
| A        | Borja Mayoral          | Roma         | prestito (500 mila €) |
| C        | Gonzalo Villar         | Roma         | prestito              |
| C        | Óscar Rodríguez Arnaiz | Siviglia     | prestito              |
| C        | Okay Yokuşlu           | Celta Vigo   | prestito              |
| D        | Gastón Álvarez         | Boston River | prestito              |

| Cessioni | Cessioni         | Cessioni    | Cessioni      |
| R.       | Nome             | da          | Modalità      |
| -------- | ---------------- | ----------- | ------------- |
| D        | Allan Nyom       | Leganés     | gratuito      |
| C        | David Timor      | Huesca      | gratuito      |
| D        | Chema            | Eibar       | prestito      |
| A        | Darío Poveda     | Huesca      | prestito      |
| A        | José Juan Macías | Guadalajara | fine prestito |